# Ajara Nchout
 Ajara Nchout (Njisse, Camerún; 12 de enero de 1993) es una futbolista camerunesa. Juega como delantera y su equipo actual es el Al-Qadsiah de la Women's Premier League de Arabia Saudí. Fue la máxima goleadora de la liga noruega con el Vålerenga Fotball en 2020, y ha participado con su selección en los Juegos Olímpicos de Londres 2012 y el Mundial de Canadá de 2015 y de Francia de 2019.

## Trayectoria

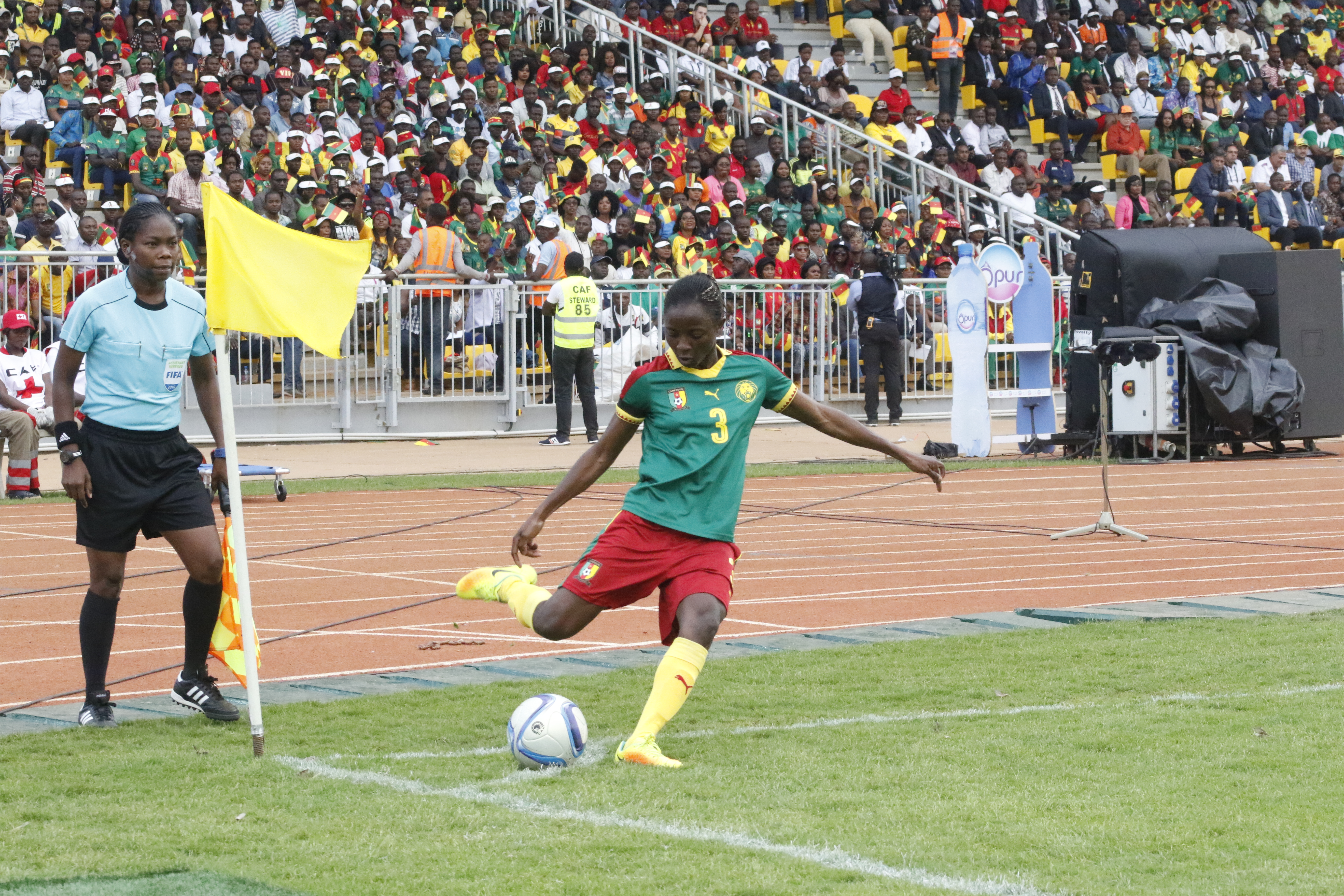
Ajara Nchout durante la final de la Copa de África ante Nigeria, en 2016

Ajara Nchout jugó en la Escuela Franck Rollycek de Duala hasta 2011, año en el que fichó por el Sawa United Girls de la misma ciudad, antes de mudarse a Rusia para jugar en el Energiya Voronezh durante la temporada 2011-12, quedando en tercera posición del Campeonato Ruso de fútbol femenino. La siguiente temporada pasó a jugar en el WFC Rossiyanka, campeón de la temporada anterior, con el que logró el subcampeonato ruso.
En 2013 regresó a Camerún para jugar en el AS Police de Yaundé. En 2015 fichó por el Western New York Flash de la NWSL, con el que jugó 7 partidos y quedaron en séptima posición en liga. Luego se trasladó a Suecia para jugar en el Sundsvalls DFF de la segunda división, donde fue elegida mejor jugadora del campeonato en su primera temporada.
A principios de 2018, se mudó a Noruega y se unió a IL Sandviken con un contrato de un año. Con 15 goles fue la segunda máxima anotadora de la liga, contribuyendo a que su equipo acabase en cuarta posición y alcanzase la final de la Copa de Noruega.
En diciembre de 2018, tras su participación en la Copa de África, anunció su fichaje por el Vålerenga, otro club de primera división en Noruega, donde lograron el subcampeonato de copa en 2019. En 2020 fueron campeonas de liga, siendo la máxima goleadora del campeonato y ganaron la copa de Noruega, abriendo el marcador en la prórroga.
Tras rescindir su contrato con el club noruego, fichó por Atlético de Madrid en enero de 2021. Con un doblete y una asistencia en la final ayudó a conquistar la Supercopa. Sin embargo en los siguientes partidos su rendimiento no fue el esperado y perdió la titularidad. El equipo acabó en cuarta posición en liga y eliminados en octavos de final en la Liga de Campeones y en la semifinal de la Copa de la Reina.

## Selección nacional
Disputó su primera competición oficial con la selección de Camerún en la Copa de África de 2010. Después representó a su país en los Juegos Olímpicos de Londres 2012, jugando los tres partidos de la fase de grupos. Perdieron todos los partidos y no pasaron a la siguiente fase.

Participó en la Copa de África de 2014, en el que fueron subcampeonas al caer en la final ante Nigeria. En 2015 disputó el Mundial de Canadá. Jugó en los cuatro partidos que disputó Camerún, que fue eliminada en octavos de final, y marcó un gol ante Japón.
En 2016 volvió a disputar la Copa de África, año en que Camerún era anfitriona del torneo. El resultado final fue el mismo que en 2014, al perder la final nuevamente contra Nigeria. En la Copa de África de 2018 fue elegida mejor jugadora de la semifinal ante Nigeria, pero perdieron el partido y quedaron en la tercera posición del campeonato.
En 2019, fue nuevamente seleccionada para disputar el Mundial de fútbol. Tras perder los dos primeros partidos en la fase de grupos marcó dos goles ante Nueva Zelanda, el último de ellos en el descuento y que les permitió avanzar hasta los octavos de final, donde cayeron ante Inglaterra en un partido polémico por la actitud de las jugadoras de Camerún ante las decisiones arbitrales.

## Estadísticas

### Clubes

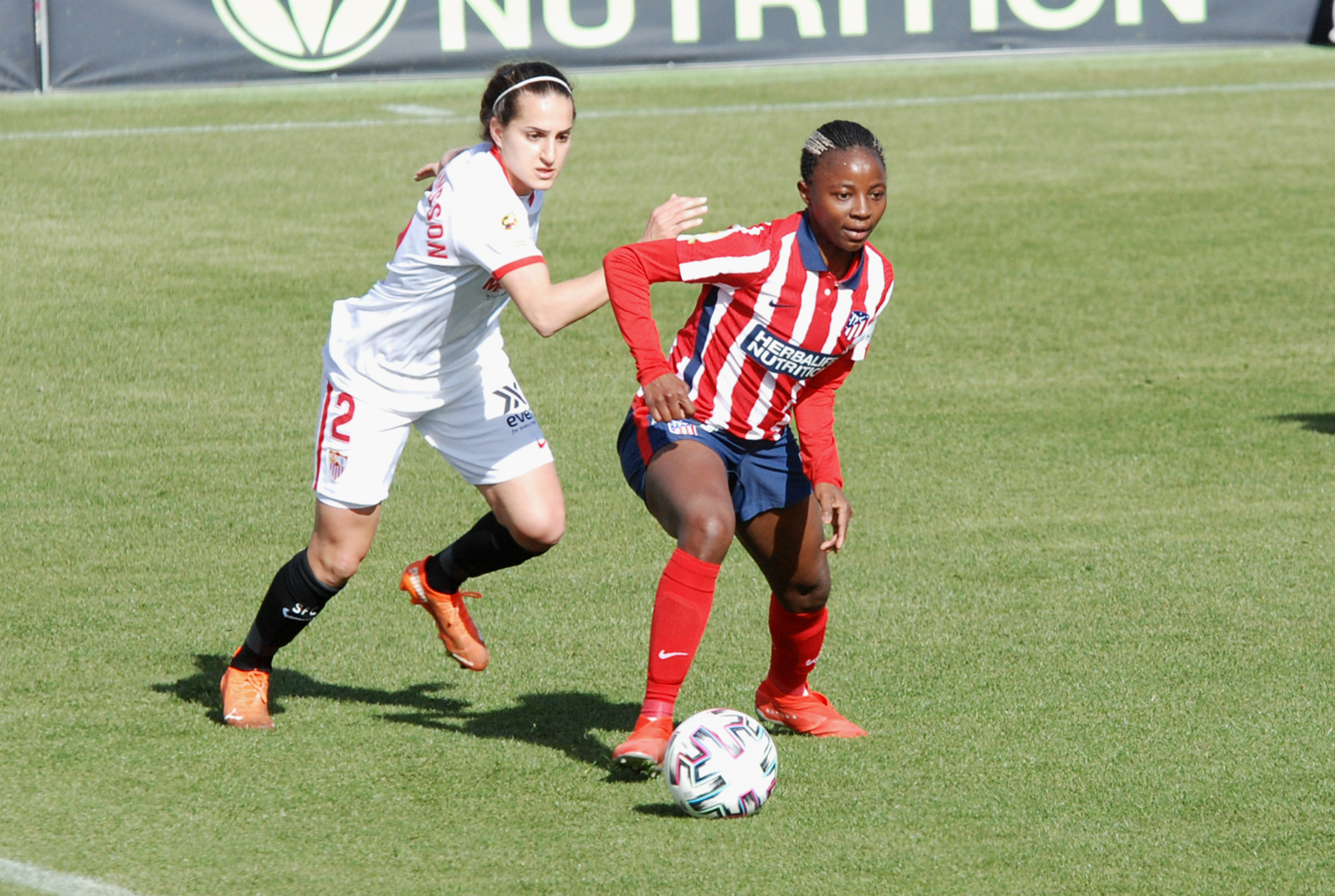
Nchout Ajara jugando con el Atlético de Madrid

Actualizado al último partido jugado el 27 de junio de 2021.
| Club | Div.          | Temporada     | Liga  | Liga  | Liga   | Copas nacionales(1) | Copas nacionales(1) | Copas nacionales(1) | Copas internacionales(2) | Copas internacionales(2) | Copas internacionales(2) | Total | Total | Total  | Media goleadora(3) |
| Club | Div.          | Temporada     | Part. | Goles | Asist. | Part.               | Goles               | Asist.              | Part.                    | Goles                    | Asist.                   | Part. | Goles | Asist. | Media goleadora(3) |
| --- | ------------- | ------------- | ----- | ----- | ------ | ------------------- | ------------------- | ------------------- | ------------------------ | ------------------------ | ------------------------ | ----- | ----- | ------ | ------------------ |
| Franck Rollycek de Douala Camerún |               |               |       |       |        |                     |                     |                     |                          |                          |                          |       |       |        |                    |
| ? | 2007          |               |       |       |        |                     |                     |                     |                          |                          |                          |       |       |        |                    |
| ? | 2008          |               |       |       |        |                     |                     |                     |                          |                          |                          |       |       |        |                    |
| ? | 2009          |               |       |       |        |                     |                     |                     |                          |                          |                          |       |       |        |                    |
| ? | 2010          |               |       |       |        |                     |                     |                     |                          |                          |                          |       |       |        |                    |
| Total club |               |               |       |       |        |                     |                     |                     |                          |                          |                          |       |       |        |                    |
| Energiya Voronezh · Rusia |               |               |       |       |        |                     |                     |                     |                          |                          |                          |       |       |        |                    |
| 1.ª | 2011          |               |       |       |        |                     |                     | 2                   | 0                        |                          |                          |       |       |        |                    |
| 1.ª | 2012          |               |       |       |        |                     |                     |                     |                          |                          |                          |       |       |        |                    |
| Total club | Total club    | 23            | 5     |       |        |                     |                     | 2                   | 0                        |                          | 25+                      | 5+    |       |        |                    |
| WFC Rossiyanka · Rusia |               |               |       |       |        |                     |                     |                     |                          |                          |                          |       |       |        |                    |
| 1.ª | 2012          |               |       |       |        |                     |                     |                     |                          |                          |                          |       |       |        |                    |
| 1.ª | 2013          |               |       |       |        |                     |                     | 2                   | 0                        |                          |                          |       |       |        |                    |
| Total club | Total club    | 14            | 2     |       |        |                     |                     | 2                   | 0                        |                          | 16+                      | 2+    |       |        |                    |
| AS Police de Yaoundé Camerún |               |               |       |       |        |                     |                     |                     |                          |                          |                          |       |       |        |                    |
| 1.ª | 2014          |               |       |       |        |                     |                     |                     |                          |                          |                          |       |       |        |                    |
| Total club |               |               |       |       |        |                     |                     |                     |                          |                          |                          |       |       |        |                    |
| Western New York Flash Estados Unidos |               |               |       |       |        |                     |                     |                     |                          |                          |                          |       |       |        |                    |
| NWSL | 2015          | 7             | 0     |       |        |                     |                     |                     |                          |                          | 7                        | 0     |       | 0      |                    |
| Total club | Total club    | 7             | 0     |       |        |                     |                     |                     |                          |                          | 7                        | 0     |       |        |                    |
| Sundsvalls DFF · Suecia |               |               |       |       |        |                     |                     |                     |                          |                          |                          |       |       |        |                    |
| 2.ª | 2016          | 26            | 13    |       |        |                     |                     |                     |                          |                          | 26                       | 13    |       | 0.50   |                    |
| 2.ª | 2017          | 15            | 9     |       |        |                     |                     |                     |                          |                          | 15                       | 9     |       | 0.60   |                    |
| Total club | Total club    | 41            | 22    |       |        |                     |                     |                     |                          |                          | 41                       | 22    |       | 0.54   |                    |
| IL Sandviken · Noruega |               |               |       |       |        |                     |                     |                     |                          |                          |                          |       |       |        |                    |
| Toppserien | 2018          | 19            | 15    |       | 1      | 1                   |                     |                     |                          |                          | 20                       | 16    |       | 0.80   |                    |
| Total club | Total club    | 19            | 15    |       | 1      | 1                   |                     |                     |                          |                          | 20                       | 16    |       | 0.80   |                    |
| Vålerenga Fotball · Noruega |               |               |       |       |        |                     |                     |                     |                          |                          |                          |       |       |        |                    |
| Toppserien | 2019          | 22            | 11    |       |        |                     |                     |                     |                          |                          | 22                       | 11    |       | 0.50   |                    |
| Toppserien | 2020          | 18            | 10    |       | 4      | 2                   |                     | 2                   | 3                        |                          | 24                       | 15    |       | 0.62   |                    |
| Total club | Total club    | 40            | 21    |       | 4      | 2                   |                     | 2                   | 3                        |                          | 46                       | 26    |       | 0.57   |                    |
| Atlético de Madrid · España |               |               |       |       |        |                     |                     |                     |                          |                          |                          |       |       |        |                    |
| 1.ª | 2020-21       | 17            | 2     | 2     | 2      | 2                   | 1                   | 1                   | 0                        | 0                        | 20                       | 4     | 3     | 0.20   |                    |
| Total club | Total club    | 17            | 2     | 2     | 2      | 2                   | 1                   | 1                   | 0                        | 0                        | 20                       | 4     | 3     | 0.20   |                    |
| Total carrera | Total carrera | Total carrera | 161+  | 67+   | 2+     | 7+                  | 5+                  | 1+                  | 7                        | 3                        |                          | 175+  | 75+   | 3+     |                    |
| (1) Incluye datos de la Copa de Noruega (2019-20), Supercopa de España (2021) y Copa de la Reina (2021) (2) Incluye datos de Liga de Campeones Femenina de la UEFA (2011-act.). (3) No incluye goles en partidos amistosos. |               |               |       |       |        |                     |                     |                     |                          |                          |                          |       |       |        |                    |

### Selecciones
Actualizado al último partido jugado el 13 de abril de 2021.
| Selecciones | Temporada     | Continental(4) | Continental(4) | Continental(4) | Mundial (4) | Mundial (4) | Mundial (4) | Amistosos | Amistosos | Amistosos | Total | Total | Total  | Media goleadora |
| Selecciones | Temporada     | Part.          | Goles          | Asist.         | Part.       | Goles       | Asist.      | Part.     | Goles     | Asist.    | Part. | Goles | Asist. | Media goleadora |
| --- | ------------- | -------------- | -------------- | -------------- | ----------- | ----------- | ----------- | --------- | --------- | --------- | ----- | ----- | ------ | --------------- |
| Abs. Camerún |               |                |                |                |             |             |             |           |           |           |       |       |        |                 |
| 2010 |               |                |                |                |             |             |             |           |           |           |       |       |        |                 |
| 2011 |               |                |                |                |             |             |             |           |           |           |       |       |        |                 |
| 2012 | 3             | 0              |                |                |             |             |             |           |           | 3         | 0     |       | 0      |                 |
| 2013 |               |                |                |                |             |             |             |           |           |           |       |       |        |                 |
| 2014 |               |                |                |                |             |             |             |           |           |           |       |       |        |                 |
| 2015 |               |                |                | 4              | 1           |             |             |           |           | 4         | 1     |       | 0.25   |                 |
| 2016 |               |                |                |                |             |             |             |           |           |           |       |       |        |                 |
| 2017 |               |                |                |                |             |             |             |           |           |           |       |       |        |                 |
| 2018 | 5             | 2              |                |                |             |             | 1           | 0         |           | 6         | 2     |       | 0.33   |                 |
| 2019 |               |                |                | 4              | 2           |             | 2           | 0         |           | 6         | 2     |       | 0.33   |                 |
| 2020 | 2             | 2              |                |                |             |             |             |           |           | 2         | 2     |       | 1.00   |                 |
| 2021 | 2             | 1              | 0              |                |             |             |             |           |           | 2         | 1     | 0     | 0.50   |                 |
| Total carrera | Total carrera |                |                |                | 8           | 3           |             |           |           |           | 59    | 10    |        | 0.17            |
| (4) Se incluyen partidos en fases clasificatorias para Copa Mundial y Juegos Olímpicos, no incluye torneos regionales como WAFU (incluido en la sección de Amistosos). |               |                |                |                |             |             |             |           |           |           |       |       |        |                 |

## Palmarés

### Campeonatos nacionales
| Título              | Club               | País    | Año  |
| ------------------- | ------------------ | ------- | ---- |
| Copa de Noruega     | Vålerenga          | Noruega | 2020 |
| Eliteserien         | Vålerenga          | Noruega | 2020 |
| Supercopa de España | Atlético de Madrid | España  | 2021 |

### Distinciones individuales
| Distinción                         | Año  |
| ---------------------------------- | ---- |
| Máxima goleadora de la Elitettan   | 2016 |
| Nominada a mejor jugadora africana | 2018 |
| Máxima goleadora de la Eliteserien | 2020 |